# Claudio Modigliani
Claudio Modigliani (Roma, 20 luglio 1916 – Roma, 6 aprile 2007) è stato uno psicoanalista e saggista italiano.

## La psicoanalisi
Di origini ebraiche, cugino dell'economista e Premio Nobel Franco Modigliani, approfondì le teorie freudiane sulla psicoanalisi già durante gli studi di giurisprudenza e divenne uno dei primi analisti in Italia: Nel 1942 cominciò a esercitare la professione da precursore (e in clandestinità, per sfuggire alle ricorrenti retate fasciste) e «nel 1945 fu uno dei primi a trattare pazienti psicotici». Riferì i risultati di queste sue prime sperimentazioni terapeutiche nell'articolo "La psicoanalisi in alcune esperienze sociali".
Nel 1946 fu tra i fondatori della ricostituita Società Psicoanalitica Italiana (SPI), insieme con Nicola Perrotti, Emilio Servadio, Cesare Musatti e Alessandra Tomasi Di Palma, venendone eletto segretario. Se ne staccò in seguito per fondare nel 1960 l'Associazione Italiana per lo studio della Psicologia Analitica (AIPA), con Bianca Garufi, Mario Trevi, Silvia Montefoschi e altri seguaci dell'indirizzo junghiano.
Discepolo dello psicoanalista junghiano Ernst Bernhard, fu docente di psicoanalisi clinica dal 1952 e tra i suoi allievi più noti figurano Franco Fornari, Giovanni Jervis, Elena Benedetta Croce, Aldo Carotenuto, Ottavio Rosati. Sperimentò anche la cosiddetta «"psicoanalisi senza il paziente", modalità di trattamento psicoterapeutico indiretta, volta cioè a curare pazienti psicotici» esclusivamente tramite colloqui con i genitori o i familiari, ma non con il paziente stesso.
L'attore Vittorio Gassman, suo paziente, scrisse il romanzo parzialmente autobiografico Memorie del sottoscala (Milano, Longanesi, 1990), in cui parla fra l'altro del rapporto vissuto con l'analisi psicanalitica.

## La psicosomatica
Seguendo le orme di Bernhard e di Edoardo Weiss, fu un pioniere degli studi italiani di psicosomatica: diresse l'Associazione romana di psicosomatica analitica e fu socio corrispondente della Società israeliana di medicina psicosomatica. Si occupò in particolare di malattie neoplastiche sostenendone l'origine inconscia sulla base del suo approccio psicodinamico. Diede conto delle proprie ricerche e delle sue teorie sui rapporti fra cancro e malattie psicosomatiche in vari scritti, fra cui si ricordano:
- "La malattia psicosomatica come alternativa alla psicosi", in Wolfang Luthe e Ferruccio Antonelli (a cura di), Therapy in psychosomatic medicine (atti del 3º congresso dell'International college of psychosomatic medicine, Roma, 16-20 settembre 1975), Roma, Pozzi, 1977.
- (EN)  "Cancer and psychosomatic illnesses", comunicazione al 5º congresso dell'International college of psychosomatic medicine, Gerusalemme, 9-14 settembre 1979. Trad. it.: "Cancro e malattie psicosomatiche", in Ferruccio Antonelli e Jacob Shanon (a cura di), Psicosomatica da stress, Roma, Borla, 1981;
- "La sofferenza psichica oggi. La nevrosi come modello di salute", in Medicina Psicosomatica, vol. 28,  n. 2, 1983, pp. 177-185;
- "The limits of the power of suggestion in psychosomatics", in Giornale Italiano di Psicologia Clinica, n. 1, 1986, pp. 83-88;
- "Sogno ricorrente dopo terapie antiblastiche", in Rivista di Psicologia Analitica, vol. 54, n. 2, novembre 1996.

Secondo Modigliani l'inconsapevolezza dei propri disturbi psichici può essere anche causa di "disordine immunitario", mentre la nevrosi, in cui il paziente non perde il contatto con la realtà ed è cosciente delle proprie sofferenze psichiche, può favorire uno stato di "salute".